# والی‌آباد (کرمان)
والی‌آباد (کرمان)، روستایی از توابع بخش راین شهرستان کرمان در استان کرمان ایران است.

## جمعیت
این روستا در دهستان راین قرار دارد و براساس سرشماری مرکز آمار ایران در سال ۱۳۸۵، جمعیت آن زیر سه خانوار بوده‌است.